# Olle Källgren
Pour les articles homonymes, voir Källgren.
Olle Källgren (né le 7 septembre 1907 en Suède et mort le 13 avril 1983) était un joueur de football suédois.

## Carrière
On sait peu de choses sur sa carrière de footballeur sauf qu'il évolue en Allsvenskan dans le club du Sandvikens IF lorsqu'il est appelé par le sélectionneur hongrois József Nagy pour participer avec 21 autres joueurs suédois à la coupe du monde 1938 disputée en France.